# San Francisco Rancho Nuevo
San Francisco Rancho Nuevo är en ort i Mexiko.   Den ligger i kommunen Acatlán och delstaten Puebla, i den sydöstra delen av landet, 170 km sydost om huvudstaden Mexico City. San Francisco Rancho Nuevo ligger 1 291 meter över havet och antalet invånare är 513.
Terrängen runt San Francisco Rancho Nuevo är huvudsakligen kuperad, men den allra närmaste omgivningen är platt. Runt San Francisco Rancho Nuevo är det glesbefolkat, med 14 invånare per kvadratkilometer. Närmaste större samhälle är Acatlán de Osorio, 6,5 km söder om San Francisco Rancho Nuevo. Omgivningarna runt San Francisco Rancho Nuevo är en mosaik av jordbruksmark och naturlig växtlighet.